# فابیو مایسترو
فابیو مایسترو (انگلیسی: Fabio Maistro؛ زادهٔ ۵ آوریل ۱۹۹۸) بازیکن فوتبال اهل ایتالیا است.
از باشگاه‌هایی که در آن بازی کرده‌است می‌توان به باشگاه فوتبال سالرنیتانا، باشگاه ورزشی لاتزیو، و باشگاه فوتبال فیورنتینا اشاره کرد.
وی همچنین در تیم ملی فوتبال زیر ۲۱ سال ایتالیا بازی کرده‌است.